# وودلی جوان (فیلم ۱۹۲۸)
«وودلی جوان» (انگلیسی: Young Woodley) یک فیلم به کارگردانی توماس بنتلی است. از بازیگران آن می‌توان به روبین ایروین اشاره کرد.